# Alan Pryce-Jones
Alan Payan Pryce-Jones (* 18. November 1908 in London; † 22. Januar 2000 in Galvestone, Texas) (Pseudonym: Arthur Pumphrey) war ein britischer Literaturkritiker, Schriftsteller und Journalist. Er war unter anderem Herausgeber des Times Literary Supplement in den Jahren 1948 bis 1959.

## Leben und Tätigkeit
Pryce-Jones war Sohn des Offiziers Henry Morris Pryce-Jones und seiner Frau Marion Vere Payan, geborene Dawnay. Er besuchte das Eton College und studierte dann am Magdalen College der Universität Oxford.
Von 1928 bis 1932 war Pryce-Jones Redakteur bei der Zeitschrift The London Mercury. Daneben trat er seit den frühen 1930er Jahren mit verschiedenen Buchveröffentlichungen an die Öffentlichkeit, mit Schwerpunkt auf Reiseberichten und belletristischen Schriften.
Mitte der 1930er Jahre lebte er mit seiner ersten Frau, die französisch-österreichisch-jüdischer Abstammung war, in Österreich, das er nach dem Anschluss Österreichs an den NS-Staat 1938 verließ.
Pryce-Jones trat 1937 in die Liberal Party ein, da er mit der Gegnerschaft dieser Partei zum nationalsozialistischen Deutschland – die sie zu diesem Zeitpunkt als einzige größere britische Partei in dieser Prononciertheit vertrat –, in dem er eine große Gefahr für Europa erblickte, übereinstimmte. In der Partei wurde er Vizepräsident der Liberal Association in St. Marylebone. 1939 wurde er von der Partei als Kandidat der Partei für den Unterhaus-Wahlkreis Louth in Lincolnshire ins Auge gefasst. Zu einer Nominierung kam es aber infolge des Kriegsausbruchs im Herbst desselben Jahres nicht mehr.
Während des Zweiten Weltkriegs kam Pryce-Jones mit einem Husarenregiment in Frankreich und dann als Mitarbeiter im Nachrichtendienst der britischen Armee im Dechiffrierungszentrum Bletchley Park zum Einsatz. Zuletzt erreichte er den Rang eines Oberstleutnants (lieutenant Colonel).
Aufgrund seiner geschäftlichen Verbindung zu der deutschböhmischen Industriellenfamilie Petschek wurde Pryce-Jones von den nationalsozialistischen Polizeiorganen als Staatsfeind eingestuft und im Frühjahr 1940 vom Reichssicherheitshauptamt auf die Sonderfahndungsliste G.B. gesetzt, ein Verzeichnis von Personen, die im Falle einer erfolgreichen deutschen Invasion Großbritanniens durch die Sonderkommandos der SS-Einsatzgruppen mit besonderer Priorität ausfindig gemacht und verhaftet werden sollten.
Von 1948 bis 1959 war Pryce-Jones Herausgeber des Times Literary Supplement, der wöchentlich erscheinenden Literaturbeilage der Times.
1960 zog Pryce-Jones in die Vereinigten Staaten, um als Berater für das Humanities and Arts Program der Ford Foundation zu arbeiten (bis 1963). Er ließ sich erst in New York und dann in Newport (Rhode Island) nieder.
In den 1970 und 1970er Jahren steuerte Pryce-Jones Literaturkritiken für wechselnde Zeitungen bei: Den Observer (1959–1960), den New York Herald Tribune (1963–1966), The World Journal Tribune (1967–1968) und Newsday (1969–1971). Für die Zeitschrift Theatre Arts verfasste er Theaterkritiken.
Pryce-Jones nahm neben seiner journalistischen Arbeit zahlreiche ehrenamtliche Funktionen wahr: So war er von 1950 bis 1961 Direktor des Old Vic Trust. von 1956 bis 1961 Mitglied des Beirates des Royal College of Music.

## Familie
1934 heiratete Pryce-Jones Therese „Poppy“ Fould-Springer (1908–1953), eine Tochter des Bankiers Eugène Fould-Springer. Mit ihr hatte er einen Sohn, David Pryce-Jones.
In zweiter Ehe heiratete Pryce-Jones 1968 Mary Jean Kempner Thorne († 1969).

## Schriften
- The Spring Journey, 1931.
- People in the South, 1932.
- Beethoven, 1933.
- 27 Poems, 1935.
- Private Opinion, 1936.
- Pink Danube, 1939. (Unter dem Pseudonym „Arthur Pumphrey“ veröffentlicht.)
- Nelson, an Opera, 1954.
- Vanity Fair, a Musical Play, 1962. (Zusammen mit Robin Miller and Julian Slade.)
- The Bonus of Laughter, 1987.